# Conspiration du silence
Une conspiration du silence, ou culture du silence, décrit le comportement d'un groupe de personnes d'une certaine taille, aussi grand qu'un groupe national dans son ensemble ou une profession ou, à échelle plus réduite, de la taille d'un groupe de collègues, qui, par consensus tacite, ne mentionne pas, ne discute pas, ou ne reconnaît pas un sujet donné. La pratique peut être motivée par un intérêt positif pour la solidarité de groupe ou par des impulsions négatives telles que la peur d'une répercussion politique ou l'ostracisme social. Il diffère du tabou en ce que le terme est appliqué à des contextes sociaux et politiques plus limités et non à une culture entière. La conspiration du silence implique la malhonnêteté, parfois la lâcheté, privilégiant parfois la fidélité à un groupe social par rapport à un autre.  
Certains exemples d'une telle pratique sont suffisamment connus ou durables pour être désignés par des termes spécifiques, comme le terme Code du silence utilisé aux États-Unis pour désigner le refus des agents des forces de l'ordre de dénoncer les crimes commis par des collègues, ou encore l'omertà, code culturel du crime organisé en Sicile impliquant le silence sur les agissements de la mafia.

## Exemples
Les exemples d'utilisation du terme varient considérablement :
- Un rapport de 1854 sur les troubles en Hongrie a déclaré que les dirigeants de l'Empire autrichien étaient impuissants parce qu'« ils ne peuvent pas maintenir leur infâme règle, ou seulement par la terreur. Il y a une conspiration sans aucun doute répandue dans tout le pays - la conspiration du silence et de l'attente vigilante... [Nous] attendrons patiemment le bon moment, puis nous nous lèverons comme un seul homme[1] »,
- En 1885, le Pall Mall Gazette de Londres rapporta que des hommes éminents fréquentaient des bordels. Lorsque les autorités ont accusé le journal d'obscénité et ont tenté de bloquer sa diffusion, les rédacteurs en chef du journal les ont remerciés d'avoir « rompu ainsi la conspiration du silence entretenue par la presse concernant [leurs] révélations »[2],
- Le premier roman lesbien Le Puits de solitude (1928) de Radclyffe Hall a été écrit pour « briser la conspiration du silence » autour de l'homosexualité et des dommages de ce silence à la vie des personnes LGBT[3]. La phrase serait également applicable à l'interdiction du livre en vertu des lois britanniques sur la censure[4],
- Une conférence de travailleurs sociaux et de personnel médical en 1936 a appelé à redoubler d'efforts pour empêcher la propagation de la syphilis par la ville de New York et l'État. Un responsable du gouvernement fédéral a déclaré qu'il fallait mettre les problèmes au grand jour pour surmonter une «conspiration du silence» qui empêchait les efforts d'éducation du public[5],
- Le 19 mars 1937, le pape Pie XI a utilisé le terme dans son encyclique Divini Redemptoris pour caractériser l'échec de la presse non catholique en Europe occidentale et aux États-Unis à couvrir la persécution des chrétiens en Union soviétique, au Mexique et en Espagne[6],
- En 1945, l'écrivain britannique George Orwell a publié un roman sur la vie totalitaire, La Ferme des animaux. Il est rapidement devenu célèbre. Il a écrit une préface au roman, mais ne l'a jamais publié. Il est paru pour la première fois en 1972. Orwell y a écrit:

Le fait sinistre de la censure littéraire en Angleterre est qu'elle est en grande partie volontaire. Les idées impopulaires peuvent être réduites au silence et les faits incommodants tenus dans le noir, sans qu'il soit nécessaire d'interdire officiellement. Quiconque a vécu longtemps dans un pays étranger connaîtra des exemples d'actualités sensationnelles - des choses qui, par elles-mêmes, feraient la une des journaux - qui ont été tenues à l'écart de la presse britannique, non pas parce que le gouvernement est intervenu mais à cause d'un général accord tacite sur le fait que «cela ne ferait pas» de mentionner ce fait particulier. . . . En ce moment, ce qui est exigé par l'orthodoxie dominante, c'est une admiration sans critique de la Russie soviétique. Tout le monde le sait, presque tout le monde agit en conséquence. Toute critique sérieuse du régime soviétique, toute divulgation de faits que le gouvernement soviétique préférerait garder cachés, est à côté de l'imprimable.
- Entre 1972 et 1994, les membres de la communauté de Charlestown dans le Massachusetts n'étaient pas disposés à partager des informations qui faciliteraient les enquêtes sur les homicides en raison de la peur des représailles des criminels et du sentiment anti-police[8],
- The Conspiracy of Silence, un documentaire PBS de 1995 sur la violence domestique aux États-Unis,
- Briser la conspiration du silence: les églises chrétiennes et la crise mondiale du sida (2006), un livre critiquant les activités des églises chrétiennes,
- Conspiracy of Silence, un film dramatique de 2004 sur l'activité sexuelle d'un clergé catholique irlandais[9],
- Les collègues évitent de critiquer un collègue, par exemple, les pilotes ne signalent pas le problème d'alcool d'un autre pilote[10],
- Les hommes occupant des postes de haut pouvoir qui ont harcelé ou agressé sexuellement des femmes, des enfants et des hommes aux États-Unis ont pu réprimer les affaires grâce à des règlements financiers et des accords de non divulgation. La réaction contre cette pratique en octobre 2017 est connue sous le nom d'effet Weinstein[11]. Time Magazine a nommé les « Silence Breakers », les personnes qui se sont prononcées contre les abus et le harcèlement sexuels, y compris les figures de proue du mouvement MeToo, en tant que personne de l'année 2017[12].